# Аллофан
Аллофан — минерал, водный силикат алюминия переменного состава.
Был открыт в 1816 году в Тюрингии (Германия). «Аллофанес» по-гречески — «оказывающийся другим» (минерал из-за голубоватого или зеленоватого оттенка часто ошибочно принимали за медную руду).
Аморфный, рентгенометрические исследования не обнаруживают кристаллического строения вещества. Цвет бесцветный, белый, жёлтый, голубоватый, зеленоватый, бурый. Блеск стеклянный. Твёрдость около 3. Очень хрупкий. Плотность 1,85—1,9.
Аллофан обычно образует стекловидные массы с кривыми или раковистыми поверхностями разлома. Встречается также в виде рыхлых корочек с почковидной поверхностью или в порошковатых светлых массах.
Происхождение экзогенное, встречается в трещинах и пустотах зон окисления рудных месторождений.